# HAY
HAY（ヘイ）は、2002年にメッテ・ヘイとロルフ・ヘイによってデンマークのコペンハーゲンで設立されたデンマークの家具メーカー。米国の家具会社ハーマンミラーがブランドの大部分を所有している。
共同設立者の2人はクリエイティブ・ディレクターを務め、ロルフは家具部門を、メッテはアクセサリー部門を担当している。彼らは社内デザイナーや製品開発者だけでなく、Ronan & Erwan Bouroullec、Nathalie Du Pasquier、Stefan Diez、Johannes Torpe、深澤直人といった国際的なデザイナーたちとの共同製作も行っている。

## 歴史

### 創設
HAYは2002年、デンマークの家具会社Gubiで働いていたときに知り合ったメッテ・ヘイとロルフ・ヘイの夫婦によって設立された。
2003年1月、ドイツのケルンで開催された家具見本市であるimmケルンで最初のコレクションを発表。2004年、HAYはコペンハーゲン中心部のPilestrædeに最初の店舗をオープン。2007年、同じくコペンハーゲン中心部にフラッグシップストアであるHAYハウスをオープンした。

### 世界進出
HAYは2014年のミラノ家具見本市で、アクセサリーと家具のポップアップストア「HAY Mini Market」を出店した。その後、ロンドンの百貨店であるセルフリッジズやパリのボン・マルシェ百貨店、東京の蔦屋書店、ニューヨークのMoMAデザインストアなど、世界各地に出店した。